# Jorge Manrique

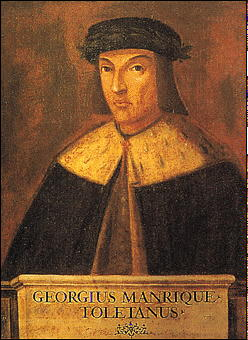
Jorge Manrique.

Jorge Manrique, född 1440, död den 24 april 1479, var en spansk skald, son till Rodrigo Manrique.
Manrique stupade i en drabbning utanför slottet Garci Munoz, där han kämpade med lysande tapperhet på Ferdinands och Isabellas sida. Hans diktning utmärks av stor formtalang, innerlighet och poetisk kraft, som framför allt kännetecknar Coplas de Manrique por la muerte de su padre (1476), som av Lope de Vega ansågs värda att ristas i guld och sattes i musik av Venegas de Henestrosa. De utgörs av 43 korta strofer och har blivit översatta till engelska av Longfellow. Manriques dikter återfinns i "Cancionero general" och i Rivadeneiras "Biblioteca de autores espanoles", band 32 och 35.

## På svenska
- Verser vid hans faders död (Coplas por la muerte de su padre) (översättning och efterord: Sven Collberg, Ellerström, 1998)